# شهرستان هنری (اوهایو)
شهرستان هنری، اوهایو (به انگلیسی: Henry County, Ohio) یک سکونتگاه مسکونی در ایالات متحده آمریکا است که در اوهایو واقع شده‌است.